# Хонау (Швейцария)
Хонау (нем. Honau) — деревня и бывшая коммуна в Швейцарии, в кантоне Люцерн.
До 2024 года имела статус отдельной коммуны. 1 января 2025 года вошла в состав коммуны Рот. Входит в состав избирательного округа Люцерн-Ланд (до 2012 года входила в округ Люцерн).
Население 566 человек (на 31 декабря 2023 года), площадь коммуны составляла 1,25 км².